# Yuya (funzionario)
Yuya, anche conosciuto come Iouiya, o Yuaa, anche conosciuto come Yaa, Ya, Yiya, Yayi, Yu, Yuyu, Yaya, Yiay, Yia, e Yuy (Panopoli, ... – ca. 1374 a.C.), è stato un nobile egizio durante la XVIII dinastia, vissuto durante i regni dei faraoni Thutmose IV e Amenofi III.
Di non nobili origini, sposò la nobile egizia Tuia, imparentata con la famiglia reale, che ricopriva varie importanti posizioni nella vita pubblica e religiosa. La loro figlia Tiy divenne, nel 1390 ca., Grande Sposa Reale dell'importante faraone Amenofi III.
Yuya e Tuia potrebbero inoltre essere stati i genitori di Ay, un influentissimo cortigiano e funzionario attivo durante il regno di Akhenaton, reggente poi del giovane Tutankhamon, e infine faraone, dal 1323 al 1319 a.C., con nome di Kheperkheperura Ay. 

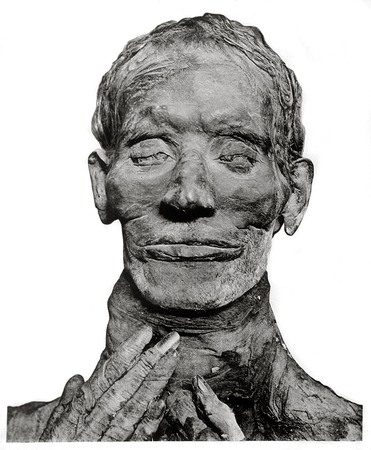
Il viso perfettamente conservato della mummia di Yuya

Non vi sono prove decisive al riguardo, tuttavia, riguardo alla parentela di Yuya e Ay, è certo che entrambi erano originari di Akhmim. Si conosce inoltre un altro figlio di Yuya e Tuya, di nome Anen, che ebbe i titoli di Cancelliere del Basso Egitto, Secondo Profeta di Amon, Padre del dio e sacerdote a Eliopoli.
La tomba di Yuya e Tuia fu, fino alla scoperta di quella di Tutankhamon nel 1922, una delle più spettacolari mai rinvenute nella Valle dei Re, benché non appartenga a una coppia reale. Nonostante la sepoltura abbia visto incursioni di ladri, che vi lasciarono molti oggetti che considerarono senza valore, le mummie rimasero intatte e furono ritrovate in un perfetto stato di conservazione. I volti, in particolare, furono risparmiati dalle distorsioni comuni a molte mummie, e conservano magnificamente i tratti somatici.
| i | i | w | i | A | A1 |

Ywj3 - Yuya

## Origini

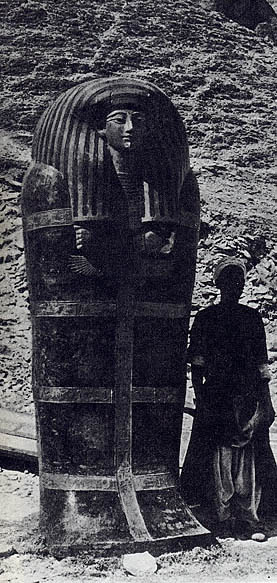
Il sarcofago più esterno di Yuya

Yuya proveniva dalla città di Akhmim, nell'Alto Egitto, ove probabilmente era possidente terriero e un ricco membro della nobiltà locale. Le sue origini restano però poco chiare. L'anatomista G. Elliot Smith, che esaminò la mummia, riconobbe che Yuya era di una statura molto superiore alla media, considerando ciò una caratteristica non egizia. Per quanto riguarda il suo nome e il suo aspetto, inusuali nel contesto dell'antico Egitto, alcuni egittologi ritengono che fosse uno straniero, benché ciò non sia stato appurato. Il nome di Yuya ebbe svariate pronunce, come notarono Maspero e Davies nel libro "La tomba di Yuya e Tuia" (1907), fra cui: iAy, ywiA, ywA, ywiw e, con un geroglifico ortograficamente usuale per gli stranieri, y[uomo che si porta la mano alla bocca]iA.
Il Biographical Dictionary of Ancient Egypt suggerisce un'origine straniera, ipotizzando una ascendenza mitannica, collegando la conoscenza dei cavalli propria di Mitanni, il ruolo di Yuya di Capo della cavalleria e l'ipotesi della sua origine straniera. Inoltre discute la possibilità che Yuya potesse essere fratello della madre di Amenofi III regina Mutemuia, nata forse nella famiglia reale mitannica.
Si ritiene che Yuya sia morto intorno al 1374 a.C., sulla cinquantina.

## Carriera
Yuya fu uno dei principali consiglieri del genero Amenofi III, ed esercitò le funzioni di Ufficiale del Re e Direttore delle scuderie, Maestro dei cavalli; il suo titolo onorifico di Padre del dio gli derivò dal fatto di essere suocero di Amenofi III. In quanto oriundo di Akhmim, Yuya fu Profeta di Min, la divinità locale, ed esercitò le funzioni di Sovrintendente delle mandrie, per il culto della divinità.

## Tomba
Yuya e sua moglie furono sepolti nella Valle dei Re, nella loro tomba privata (KV46), che fu scoperta il 5 febbraio 1905 da James Edward Quibell per conto di Theodore Davis. Nonostante dei razziatori di tombe siano indubbiamente penetrati nella sepoltura e abbiano asportato gli oggetti preziosi, furono sicuramente disturbati poiché non giunsero ai sarcofagi con le salme; così, il valore dei preziosi ritrovati fu sensazionale.